# Neem ka Thana
Neem ka Thana är en ort i Indien.   Den ligger i distriktet Sīkar och delstaten Rajasthan, i den nordvästra delen av landet, 170 km sydväst om huvudstaden New Delhi. Neem ka Thana ligger 458 meter över havet och antalet invånare är 32 690.
Terrängen runt Neem ka Thana är platt åt nordväst, men åt sydost är den kuperad. Runt Neem ka Thana är det tätbefolkat, med 397 invånare per kvadratkilometer. Det finns inga andra samhällen i närheten. Trakten runt Neem ka Thana består till största delen av jordbruksmark.